# French Open 2014 (turniej legend kobiet)
French Open 2014 – turniej legend kobiet – zawody deblowe legend kobiet, rozgrywane w ramach drugiego w sezonie wielkoszlemowego turnieju tenisowego, French Open. Zmagania miały miejsce w dniach 4–7 czerwca na ziemnych kortach Stade Roland Garros w Paryżu.

## Drabinka

#### Klucz
- w/o – walkower
- k – krecz
- d – dyskwalifikacja
- Q – kwalifikant
- WC – dzika karta
- LL – szczęśliwy przegrany
- Alt – zawodnik zastępczy
- PR – ochrona rankingu
- SE – specjalna przepustka
- ITF – ranking ITF
- JE – ranking juniorski

### Faza finałowa
|  |       |                                   |   |   |    |
|  | Finał |                                   |   |   |    |
|  |       |                                   |   |   |    |
|  |       |                                   |   |   |    |
|  |       |                                   |   |   |    |
|  | A2    | Nathalie Dechy Sandrine Testud    | 7 | 5 | 7  |
|  | A2    | Nathalie Dechy Sandrine Testud    | 7 | 5 | 7  |
|  | B1    | Kim Clijsters Martina Navrátilová | 5 | 7 | 10 |
|  | B1    | Kim Clijsters Martina Navrátilová | 5 | 7 | 10 |
|  |       |                                   |   |   |    |

### Faza początkowa

#### Grupa A
|    |                                      | Lindsay Davenport Mary Joe Fernández | Nathalie Dechy Sandrine Testud | Jana Novotná Natalla Zwierawa | Mecze W–L | Sety W–L | Gemy W–L | Miejsce |
| A1 | Lindsay Davenport Mary Joe Fernández |                                      | 2:6, 1:6                       | 6:3, 6:2                      | 1–1       | 2–2      | 15–17    | 2       |
| A2 | Nathalie Dechy Sandrine Testud       | 6:2, 6:1                             |                                | 6:3, 6:4                      | 2–0       | 4–0      | 24–10    | 1       |
| A3 | Jana Novotná Natalla Zwierawa        | 3:6, 2:6                             | 3:6, 4:6                       |                               | 0–2       | 0–4      | 12–24    | 3       |

#### Grupa B
|    |                                    | Kim Clijsters Martina Navrátilová | Iva Majoli Anastasija Myskina | Conchita Martínez Nathalie Tauziat | Mecze W–L | Sety W–L | Gemy W–L | Miejsce |
| B1 | Kim Clijsters Martina Navrátilová  |                                   | 6:2, 4:6, 10–8                | 3:6, 6:1, 10–2                     | 2–0       | 4–2      | 21–15    | 1       |
| B2 | Iva Majoli Anastasija Myskina      | 2:6, 6:4, 8–10                    |                               | 3:6, 6:2, 10–7                     | 1–1       | 3–3      | 18–20    | 2       |
| B3 | Conchita Martínez Nathalie Tauziat | 6:3, 1:6, 2–10                    | 6:3, 2:6, 7–10                |                                    | 0–2       | 2–4      | 15–20    | 3       |